# بار، سوئیس
شهر بر  در ایالت زوگ در کشور سوئیس واقع شده‌است که ۱۹٬۷۰۰ نفر، جمعیت دارد.